# Buddenbrooks – en familjs ära och förfall
Buddenbrooks – en familjs ära och förfall (tyska: Buddenbrooks) är en västtysk dramafilm från 1959 i regi av Alfred Weidenmann. Filmen är baserad på Thomas Manns roman med samma namn från 1901. I huvudrollerna ses Liselotte Pulver, Hansjörg Felmy och Nadja Tiller. Filmen är uppdelad i två delar.

## Rollista i urval
- Hansjörg Felmy – Thomas Buddenbrook
- Liselotte Pulver – Antonia "Tony" Buddenbrook / Grünlich
- Nadja Tiller – Gerda Arnoldsen / Buddenbrook
- Hanns Lothar – Christian Buddenbrook
- Lil Dagover – Elisabeth Buddenbrook
- Werner Hinz – Jean Buddenbrook
- Rudolf Platte – Herr Wenzel
- Günther Lüders – Corle Smolt
- Robert Graf – Bendix Grünlich
- Wolfgang Wahl – Hermann Hagenström
- Gustav Knuth – Diederich Schwarzkopf
- Joseph Offenbach – Bankir Kesselmeyer
- Paul Hartmann – Pastor Kölling
- Hans Leibelt – Dr. Friedrich Grabow
- Carsta Löck – Ida Jungmann
- Ellen Roedler – Anna
- Hela Gruel – Sesemi Weichbrodt
- Hans Paetsch – Arnoldsen
- Horst Janson – Morten Schwarzkopf
- Fritz Schmiedel – Sigismund Gosch
- Karl Ludwig Lindt – Friedrich Wilhelm Marcus
- Frank Freytag – Sievert Tiburtius
- Gustl Halenke – Clara Buddenbrook
- Helga Feddersen – Clothilde Buddenbrook